# 小炒肉

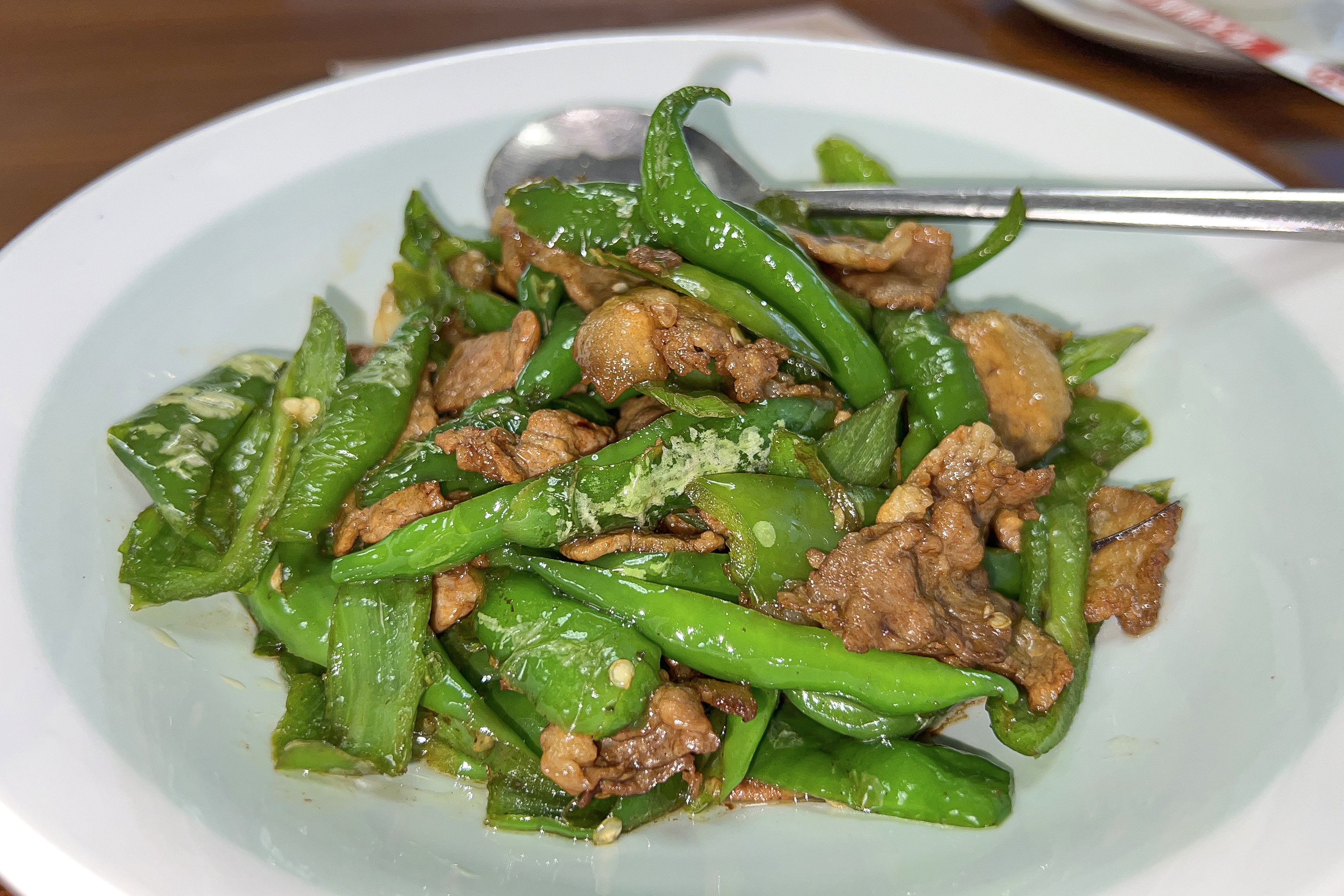
小炒肉の例（北京）

小炒肉（シャオチャオロウ）は、湖南料理の一種。豚バラ肉の青唐辛子炒めである。湖南料理の中で辛い料理を代表する料理の1つであり、湖南料理の定番料理の1つである。辣椒炒肉（ラージャオチャオロウ）とも呼ばれる。
中華料理において単に「肉」と書いた場合は豚肉を指すため、牛肉を使用した場合は小炒牛肉（シャオチャオニウロウ）と呼ばれる。
この料理の主役は、料理名にもなっている豚肉ではなく、青生唐辛子である。味付けは醤油や豆豉などでシンプルに行う。
「鮮辣」と呼ばれる強烈な辛さの料理であるが、ほんのりと甘い余韻も残る